# Philipp von Luck und Witten
Philipp von Luck (* 21. Mai 1739 in Wilmersdorf bei Lebus; † 1. Oktober 1803 in Berlin) war ein preußischer Oberst und Ritter des Ordens Pour le Mérite.

## Leben

### Herkunft
Philipp Friedrich von Luck und Witten entstammte der weitverzweigten niederschlesischen uradligen Familie von Luck (Lucke), und zwar dem neumärkischen Hauptstamm (Muschten). Innerhalb dieses Hauptstammes gehörte er dem von Hans von Luck und Witten auf Witten und Muschten (um 1541) begründeten Unterstamm A an, der nach dem Stammgut Witten sich zusätzlich von Luck und Witten nannte. Innerhalb dieses Unterstammes gehörte er zur Linie Woidnig (begründet von dem nach 1661 verstorbenen Wilhelm von Luck und Witten). Seine Eltern waren der preußische Major Wilhelm von Luck und Witten (1695–1745) und dessen Ehefrau Christiane, geborene von Rohr (1715–1774).

### Militärische Laufbahn
Wie sein Vater und viele Angehörige seiner Familie wählte Philipp von Luck den Soldatenberuf, da er von Hause aus über keinen landwirtschaftlichen Besitz verfügte. Er trat in die Preußische Armee ein und wurde Kavallerist bei den Husaren. In seiner militärischen Laufbahn brachte er es bis Oberst im Husarenregiment „von Eben“. Wirtschaftlich war er durch seine zweite Heirat unabhängig geworden. Seine zweite Frau, Sophie von Bomin (1759–1831) brachte die Güter Neetzow und Gramkow bei Anklam als Mitgift ein und stellte ihn wirtschaftlich so gut auf, dass er noch vor 1794 seinen Abschied nahm. Für seine militärischen Verdienste verlieh König Friedrich Wilhelm II. dem Obersten außer Diensten am 19. Februar 1794 den Orden pour le merite. In dem Allerhöchsten Erlaß vom 19. Februar 1794 aus dem königlichen Hauptquartier in Frankfurt an den Generalleutnant von Eben heißt es: „....Mein lieber ... Ich überschicke Euch hierbei den Orden p.l.m., um solchen dem Oberst von Luck in Meinem Namen und zum Zeichen Meiner Gnade zuzustellen....“. Nach seiner Verabschiedung bewirtschaftete er seine Güter in Vorpommern, bis er am 1. Oktober 1803 in Berlin verstarb.

### Familie
Luck heiratete am 8. Dezember 1769 im mittelmärkischen Golzow Sophie von Rochow, geborene von Langenau (1744–1783), die Witwe des Karl Wilhelm Friedrich von Rochow (1740–1764) und Schwiegertochter des Generalleutnants Friedrich Wilhelm von Rochow. Nach ihrem Tod heiratete er bereits am 14. September 1783 in Neetzow Sophie von Bomin (1759–1831). Das Paar hatte mehrere Kinder:
- Friedrich (1784–1785)
- Wilhelm (1786–1791)
- Friedrich (1788–1846), preußischer Leutnant
- August (1790–1869), preußischer Leutnant ⚭ 1817 Laura von Winterfeld (1799–1863)
- Wilhelm (1791–1865), preußischer Major a. D.
- Philipp (1796–1860), preußischer Kammerherr und Leutnant a. D. ⚭ 1832 Luise Freiin von Wächter (1810–1888)